# Biagio Pupini
Biagio Pupini auch Biagio delle Lame (* Ende des 15. Jahrhunderts in Bologna; † nach 1575) war ein italienischer Maler und Zeichner.

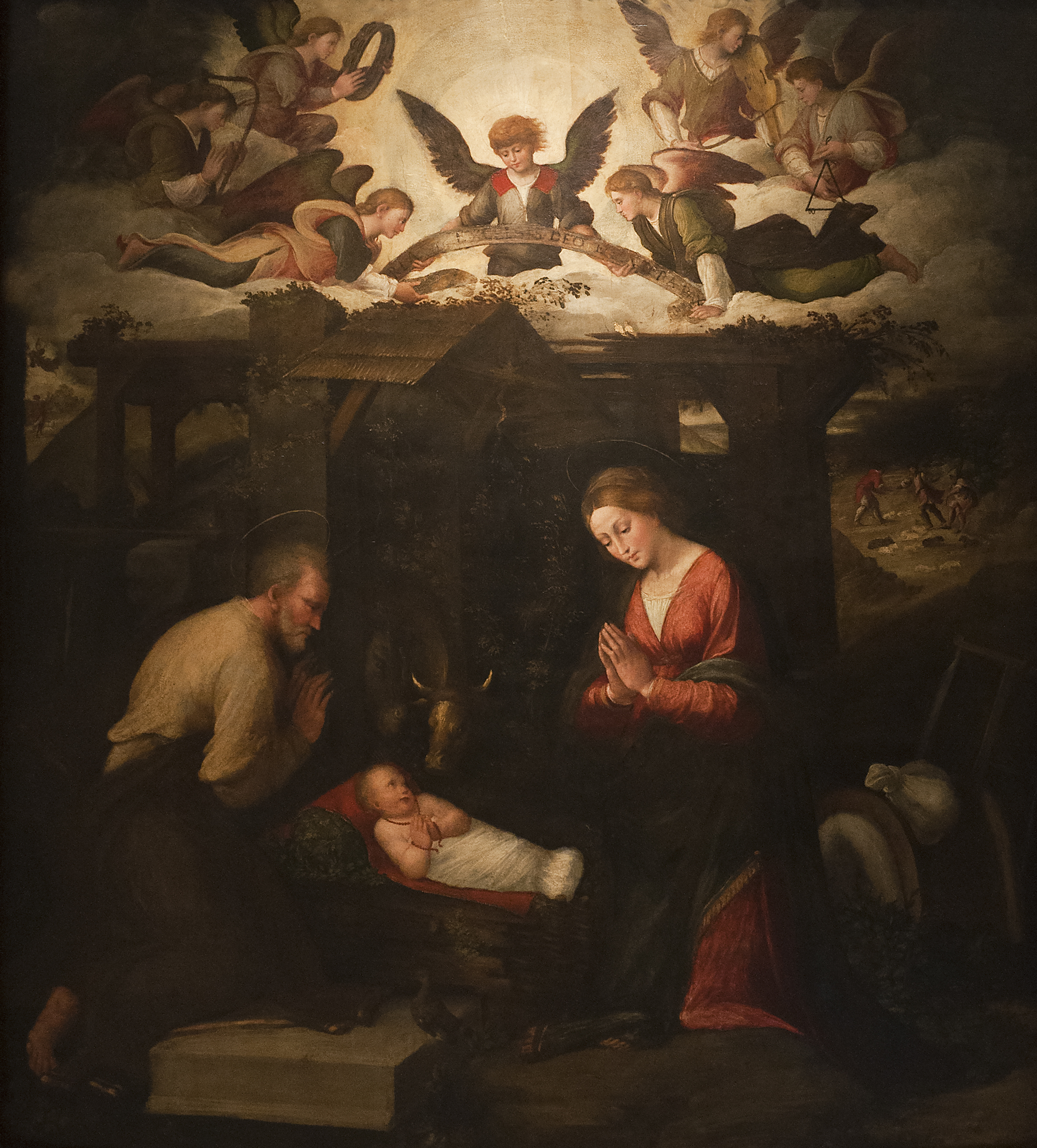
Biagio Pupini, Jesu Geburt, 1525, Bologna Pinacoteca Nazionale

## Leben
Die Tätigkeit von Biagio Pupini, einem Vertreter des Manierismus im Bologneser Raum, ist von 1511 bis 1575 dokumentiert. Wahrscheinlich wurde er in der Werkstatt von Francesco Francia ausgebildet und arbeitete später mit Bartolomeo Ramenghi, bekannt als Il Bagnacavallo, an den Fresken in der Kirche San Pietro in Vincoli in Faenza, einer Kirche, die später zerstört wurde. 1519 erhielt er den Auftrag für die Glasfenster der Cappella della Pace in der Basilika San Petronio in Bologna, für die er ein Altarbild mit der Jungfrau und dem Kind mit Heiligen (1524) malte, das sich heute in einer Privatsammlung befindet. Seine süßen Madonnen sind von der Kunst von Parmigianino inspiriert.
Im Oratorium der Hl. Cäcilia in Bologna werden die Gemälde Cecilia und Valeriano, gekrönt von einem Engel, und Cecilia im Streit mit dem Präfekten Almachio einer engen Zusammenarbeit zwischen Bagnacavallo und Biagio Pupini zugeschrieben. Im Collegio di Spagna in Bologna malte Pupini ein Fresko der Heiligen Familie mit der Hl. Elisabeth, dem Hl. Johannes und Egidio Albornoz, eine von Raffael inspirierte Komposition.
Zusammen mit Girolamo da Carpi schmückte er 1525 die Sakristei der Kirche San Michele in Bosco mit Figuren der Evangelisten und Episoden aus dem Alten Testament, in einem von Polidoro da Caravaggio inspirierten Stil. Im Jahr 1536 arbeitete er mit anderen Künstlern, darunter Benvenuto Tisi Garofalo, Battista Dossi, Camillo Filippi und Girolamo da Carpi, an der Ausschmückung der Villa d’Este in Belriguardo – bekannt als die Delizia di Belriguardo. In Bologna arbeitete er für die Kirche San Giuliano, für die Basilika San Giacomo Maggiore (wo das Gemälde Heilige Ursula mit ihren Gefährtinnen, um 1551, bereits Biagio Pupini zugeschrieben wurde, später Giacomo Raibolini, dem Sohn von Francesco, bekannt als Il Francia, zugeordnet wurde) und für die Kirche Santa Maria della Baroncella.

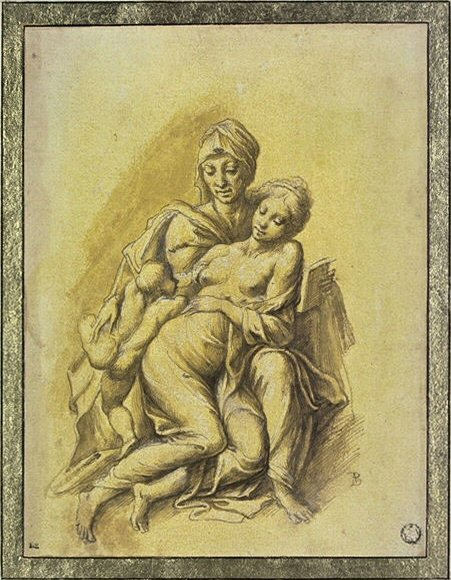
Biagio Pupini, Jungfrau mit Kind und Hl. Anna, Zeichnung (Louvre)

Giorgio Vasaris Zeichnungssammlung enthielt zwei Zeichnungen von Biagio Pupini: Letztes Abendmahl und Heilige Familie mit Engeln und Heiligen, die sich heute im Louvre befinden, wo es auch weitere Zeichnungen von Pupini gibt, darunter Ruggiero befreit Angelika und Angelika führt den Zauberring zum Mund. Sein Gemälde Madonna mit Kind und Hl. Johannes befindet sich in der Galleria Palatina (Palazzo Pitti), Florenz. Weitere Zeichnungen von ihm befinden sich im Metropolitan Museum.
1535 wurde Biagio Pupini zum Ratsherrn der Stadt Bologna und 1546 zum Massaro der Compagnia delle Quattro Arti gewählt. Im Jahr 1575 wurde er in die Compagnia dei Bombasari e Pittori aufgenommen, nach diesem Datum gibt es keine Informationen mehr über ihn.